# Leslie Thompkins
Leslie Tompkins è un personaggio immaginario dei fumetti DC Comics, legata in particolare al mondo di Batman, introdotto nell'albo Detective Comics n. 457.

## Biografia del personaggio
Leslie Thompkins è una ricca e colta donna di discendenza inglese, molto amica dei coniugi Thomas e Martha Wayne.
Vive a Gotham City, dove in qualità di medico gestisce una clinica rivolta ai poveri e, soprattutto a chi soffre di tossicodipendenza. Le sue benevole motivazioni e la sua importanza sociale sono tali che la famiglia Wayne la sostiene ripetutamente sia sul piano legale che su quello finanziario.
Alla morte dei Wayne per mano di un rapinatore di nome Joe Chill, la Thompkins rimane molto vicina al loro bambino, Bruce, del quale tenta di alleviare il dolore insieme al fedele maggiordomo Alfred, con cui cercherà di compensare la mancanza dei genitori.
Leslie è di fatto l’unica persona, a parte ovviamente Alfred, con cui il giovane Bruce osa confidarsi, fattore che le consente di esercitare un'elevata e benevola influenza morale sul giovane miliardario, che spesso e volentieri tenta di dissuadere dall'indossare la maschera di Batman, nel timore che gli possa costare la vita oppure gli affetti che più gli sono cari.

## Altri media

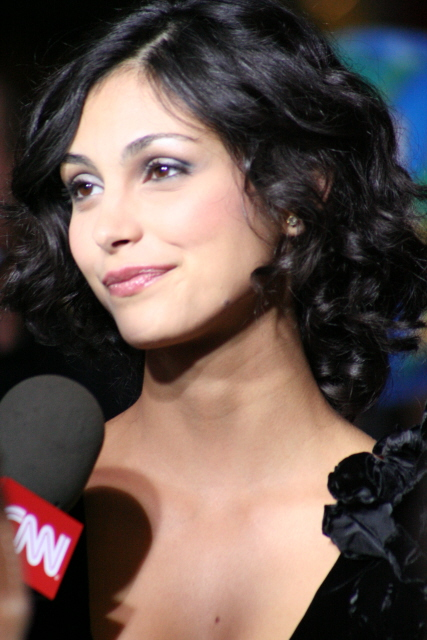
Morena Baccarin interpreta una giovane Leslie Thompkins nella serie TV Gotham

- Il personaggio appare nella serie televisiva Gotham, interpretato dall'attrice Morena Baccarin. Viene introdotta come una giovane psicanalista che lavora all'Arkham Asylum, incontrando Jim Gordon quando viene a lavorare temporaneamente nel manicomio come guardia. I due si innamorano e, in seguito, la donna viene a lavorare accanto a lui nel GCPD, come medico forense. Nella seconda stagione si rivela essere incinta del poliziotto; quando la loro relazione si interrompe perché Gordon viene incastrato per omicidio, Leslie perde il bambino e inizia una relazione con Mario Calvi, figlio del boss della malavita gothamiana Carmine Falcone. Con lui Leslie si fidanza e sposa, ma l'uomo viene infettato dal virus del criminale Jervis Tetch, che lo porta progressivamente alla follia. Quando Mario cerca di attaccare la donna, Gordon gli spara uccidendolo; dopo tale avvenimento, Leslie inizia a provare astio per il detective, incolpandolo per l'infettamento e morte del marito. Pertanto si rifiuta di avere a che fare con lui in qualunque modo, lasciando anche il lavoro al GCPD. Successivamente la donna si inietta il virus di Tetch (per alleviare i sensi di colpa che prova a causa del suo coinvolgimento nella morte di Mario), portandosi alla follia. Dopo che Gordon la cura, Leslie lascia Gotham ma, qualche mese dopo, torna in quanto preda del rimorso nel vedere lo stato di decadimento della città causato dal virus di Tetch.
- Leslie Thompkins appare nel cartone animato Batman.
- Leslie Thompkins appare nella terza stagione della serie televisiva Titans, interpretata dall'attrice Krista Bridges.